# Tristachya thollonii
Tristachya thollonii är en gräsart som beskrevs av Adrien René Franchet. Tristachya thollonii ingår i släktet Tristachya och familjen gräs. Inga underarter finns listade i Catalogue of Life.